# Kościół Wszystkich Świętych w Brusach
Kościół Wszystkich Świętych w Brusach – rzymskokatolicki kościół parafialny w mieście Brusy, w województwie pomorskim. Mieści się przy ulicy Kościelnej.

## Historia
Monumentalna budowla została wybudowana w latach 1876–1879. Budowę rozpoczął ówczesny Proboszcz Ksiądz Augustyn Wika-Czarnowski. 

## Budowa i wyposażenie

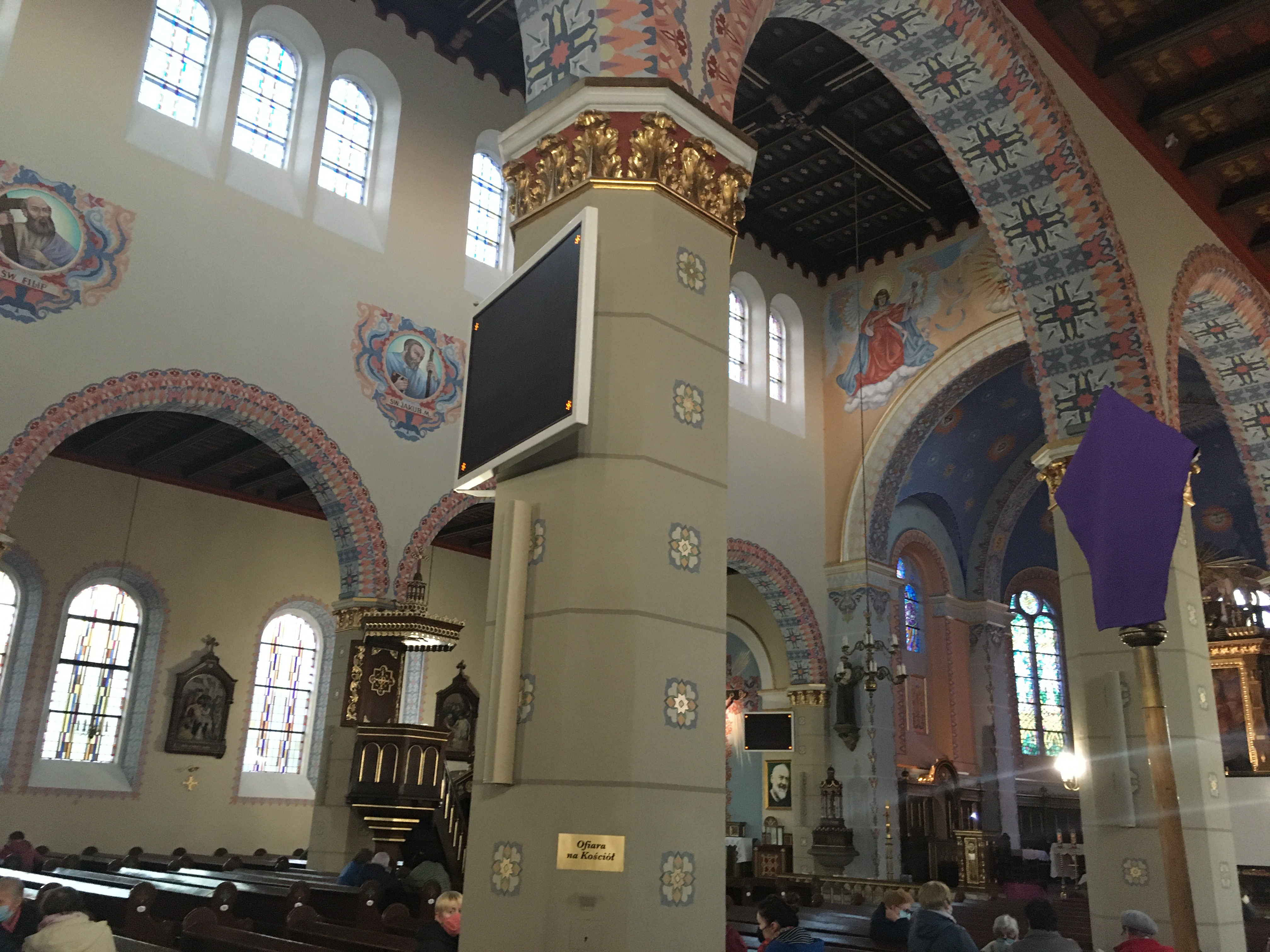
Wnętrze świątyni

Kościół został zaprojektowany przez Adolfa Dankerta z Brandenburga jako budowla neoromańska i posiada trzy nawy. Świątynia charakteryzuje się dwiema zblokowanymi strzelistymi wieżami. Posiada duże wymiary – 60,9 m długości, 26 m szerokości i 12 m wysokości. W nawie południowej umieszczony jest ciekawy ołtarz „bracki” z XVII wieku, wykonany w stylu barokowym, pochodzi on z poprzedniej drewnianej świątyni. W jego centrum umieszczony jest obraz Matki Bożej Szkaplerznej z XVIII wieku, zasłonięty innym obrazem przedstawiającym Maryję jako Królową Wszystkich Świętych.
Na chórze o dwóch kondygnacjach umieszczone są organy firmy Zauera z Frankfurtu nad Odrą, zamontowane w 1880 roku.
Ołtarz główny, wykonany przez Juliusza Zindlera z Chojnic, kupiony w 1883 roku został zniszczony podczas działań wojennych w 1945 roku. Obecny ołtarz główny został wykonany w 1950 roku według projektu artysty malarza Władysława Drapiewskiego z Pelplina, który również namalował obraz Chrystusa Króla.
W nawie północnej umieszczony jest krucyfiks z XVIII wieku, pochodzący z poprzedniej budowli. Chrzcielnica, ambona, droga krzyżowa i dwa konfesjonały, które są arcydziełami sztuki snycerskiej „szkoły monachijskiej” zostały wykonane w drugiej połowie XIX wieku.
W 1990 roku kościół został wzbogacony o trzy nowe ołtarze: Matki Bożej Częstochowskiej, Miłosierdzia Bożego i Świętego Huberta. Od 1999 roku bryła zewnętrzna świątyni jest iluminowana.